# Промисловка
Промисловка (рос. Промысловка) — село у Лиманському районі Астраханської області Російської Федерації.
Населення становить 1654 особи. Входить до складу муніципального утворення Промисловська сільрада.

## Історія
Населений пункт розташований на території українського етнічного та культурного краю Жовтий Клин. Від 1943 року належить до Лиманського району, у 1963-1965 роках — Ікрянинського району.
Згідно із законом від 6 серпня 2004 року органом місцевого самоврядування є Промисловська сільрада.

## Населення
| 2002 | 2010  | 2011  |
| ---- | ----- | ----- |
| 1615 | ↘1453 | ↗1654 |